# Chlorionidea opulenta
Chlorionidea opulenta är en insektsart som först beskrevs av William Lucas Distant 1917.  Chlorionidea opulenta ingår i släktet Chlorionidea och familjen sporrstritar. Inga underarter finns listade i Catalogue of Life.